# Age of Wonders 2: The Wizard's Throne
Age of Wonders 2: The Wizard's Throne es un videojuego de estrategia por turnos para ordenador en un ambiente fantástico.
Es una secuela de Age of Wonders y fue publicada en 2002. No se tradujo al español.
Entre otras novedades incluía la posibilidad de fundar nuevas ciudades.
En 2003 salió su continuación Age of Wonders: Shadow Magic, que incluía un generador aleatorio de mapas.